# Sămara, Argeș
Sămara este un sat în comuna Poiana Lacului din județul Argeș, Muntenia, România.